# Record d'Europe du 10 000 mètres
Pour un article plus général, voir Records d'Europe d'athlétisme.
Les records d'Europe du 10 000 mètres sont actuellement détenus par le Britannique Mohammed Farah, auteur de 26 min 46 s 47 le 3 juin 2011 lors du meeting Prefontaine Classic à Eugene, aux États-Unis, et par la Néerlandaise Sifan Hassan qui est créditée de 29 min 6 s 82 le 6 juin 2021 au meeting d'Hengelo.
Le premier record d'Europe du 10 000 m homologué par l'Association européenne d'athlétisme est établi par le Français Jean Bouin, auteur de 30 min 58 s 8 le 16 novembre 1911 à Paris. En 1938, le Finlandais Taisto Mäki devient le premier athlète à couvrir la distance en moins de 30 minutes.

## Progression

### Hommes
31 records d'Europe masculins ont été homologués par l'AEA.
| Temps                      | Athlète          | Lieu           | Date               |
| -------------------------- | ---------------- | -------------- | ------------------ |
| Chronométrage manuel       |                  |                |                    |
| 30 min 58 s 8              | Jean Bouin       | Paris          | 16 novembre 1911   |
| 30 min 40 s 2              | Paavo Nurmi      | Stockholm      | 22 juin 1921       |
| 30 min 35 s 4              | Ville Ritola     | Helsinki       | 25 mai 1924        |
| 30 min 23 s 2              | Ville Ritola     | Paris          | 6 juillet 1924     |
| 30 min 6 s 2               | Paavo Nurmi      | Kuopio         | 31 août 1924       |
| 30 min 5 s 6               | Ilmari Salminen  | Kouvola        | 18 juillet 1937    |
| 30 min 2 s 2               | Taisto Mäki      | Tampere        | 29 septembre 1938  |
| 29 min 52 s 6              | Taisto Mäki      | Helsinki       | 17 septembre 1939  |
| 29 min 35 s 4              | Viljo Heino      | Helsinki       | 25 août 1944       |
| 29 min 28 s 2              | Emil Zátopek     | Ostrava        | 11 juillet 1949    |
| 29 min 27 s 2              | Viljo Heino      | Kouvola        | 1er septembre 1949 |
| 29 min 21 s 2              | Emil Zátopek     | Ostrava        | 22 octobre 1949    |
| 29 min 2 s 6               | Emil Zátopek     | Turku          | 4 août 1950        |
| 29 min 1 s 6               | Emil Zátopek     | Stará Boleslav | 1er novembre 1953  |
| 28 min 54 s 2              | Emil Zátopek     | Bruxelles      | 1er juin 1954      |
| 28 min 42 s 8              | Sandor Iharos    | Budapest       | 15 juillet 1956    |
| 28 min 30 s 4              | Vladimir Kuts    | Moscou         | 11 septembre 1956  |
| 28 min 18 s 8              | Pyotr Bolotnikov | Kiev           | 15 octobre 1960    |
| 28 min 18 s 2              | Pyotr Bolotnikov | Moscou         | 11 août 1962       |
| 28 min 10 s 6              | Gaston Roelants  | Oslo           | 25 août 1965       |
| 28 min 4 s 4               | Jürgen Haase     | Leningrad      | 21 juillet 1968    |
| 27 min 47 s 0              | David Bedford    | Portsmouth     | 10 juillet 1971    |
| 27 min 38 s 4              | Lasse Virén      | Munich         | 3 septembre 1972   |
| 27 min 30 s 8              | David Bedford    | Londres        | 13 juillet 1973    |
| 27 min 30 s 8              | Brendan Foster   | Londres        | 23 juin 1978       |
| 27 min 27 s 7              | Fernando Mamede  | Lisbonne       | 30 mai 1981        |
| Chronométrage électronique |                  |                |                    |
| 27 min 22 s 95             | Fernando Mamede  | Paris          | 9 juillet 1982     |
| 27 min 13 s 81             | Fernando Mamede  | Stockholm      | 2 juillet 1984     |
| 27 min 12 s 47             | António Pinto    | Stockholm      | 30 juillet 1999    |
| 26 min 52 s 30             | Mohammed Mourhit | Bruxelles      | 3 septembre 1999   |
| 26 min 46 s 47             | Mohamed Farah    | Eugene         | 3 juin 2011        |

### Femmes
10 records d'Europe féminins ont été homologués par l'AEA.
| Temps                      | Athlète            | Lieu      | Date              |
| -------------------------- | ------------------ | --------- | ----------------- |
| Chronométrage électronique |                    |           |                   |
| 32 min 17 s 20             | Yelena Sipatova    | Moscou    | 19 septembre 1981 |
| 31 min 48 s 23             | Anna Domoradskaya  | Kiev      | 27 juillet 1982   |
| 31 min 35 s 01             | Lyudmila Baranova  | Krasnodar | 29 mai 1983       |
| 31 min 27 s 58             | Raisa Sadreydinova | Odessa    | 7 septembre 1983  |
| 31 min 13 s 78             | Olga Bondarenko    | Kiev      | 24 juin 1984      |
| 30 min 59 s 42             | Ingrid Kristiansen | Oslo      | 27 juillet 1985   |
| 30 min 13 s 74             | Ingrid Kristiansen | Oslo      | 5 juillet 1986    |
| 30 min 01 s 09             | Paula Radcliffe    | Munich    | 6 août 2002       |
| 29 min 56 s 34             | Elvan Abeylegesse  | Pékin     | 15 août 2008      |
| 29 min 36 s 67             | Sifan Hassan       | Hengelo   | 10 octobre 2020   |
| 29 min 06 s 82             | Sifan Hassan       | Hengelo   | 6 juin 2021       |